# Drum național 61
Der Drum național 61 (rumänisch für „Nationalstraße 61“, kurz DN61) ist eine Hauptstraße in Rumänien.

## Verlauf
Die Straße in der Großen Walachei zweigt in  Ghimpați in Verlängerung des Drum național 5B vom Drum național 6 (Europastraße 70) in generell nordwestlicher Richtung ab und verläuft über Clejani und nunmehr dem Fluss Neajlov flussaufwärts folgend über Crevedia Mare und Corbii Mari, weiter parallel zur Autostrada A1 (Europastraße 70), führt durch Uliești und Petrești, kreuzt die Autostrada A1, überquert den Fluss Argeș und endet in der Stadt Găești an der Einmündung in den Drum național 7.
Die Länge der Straße beträgt rund 71,5 Kilometer.